# Michaël Attias

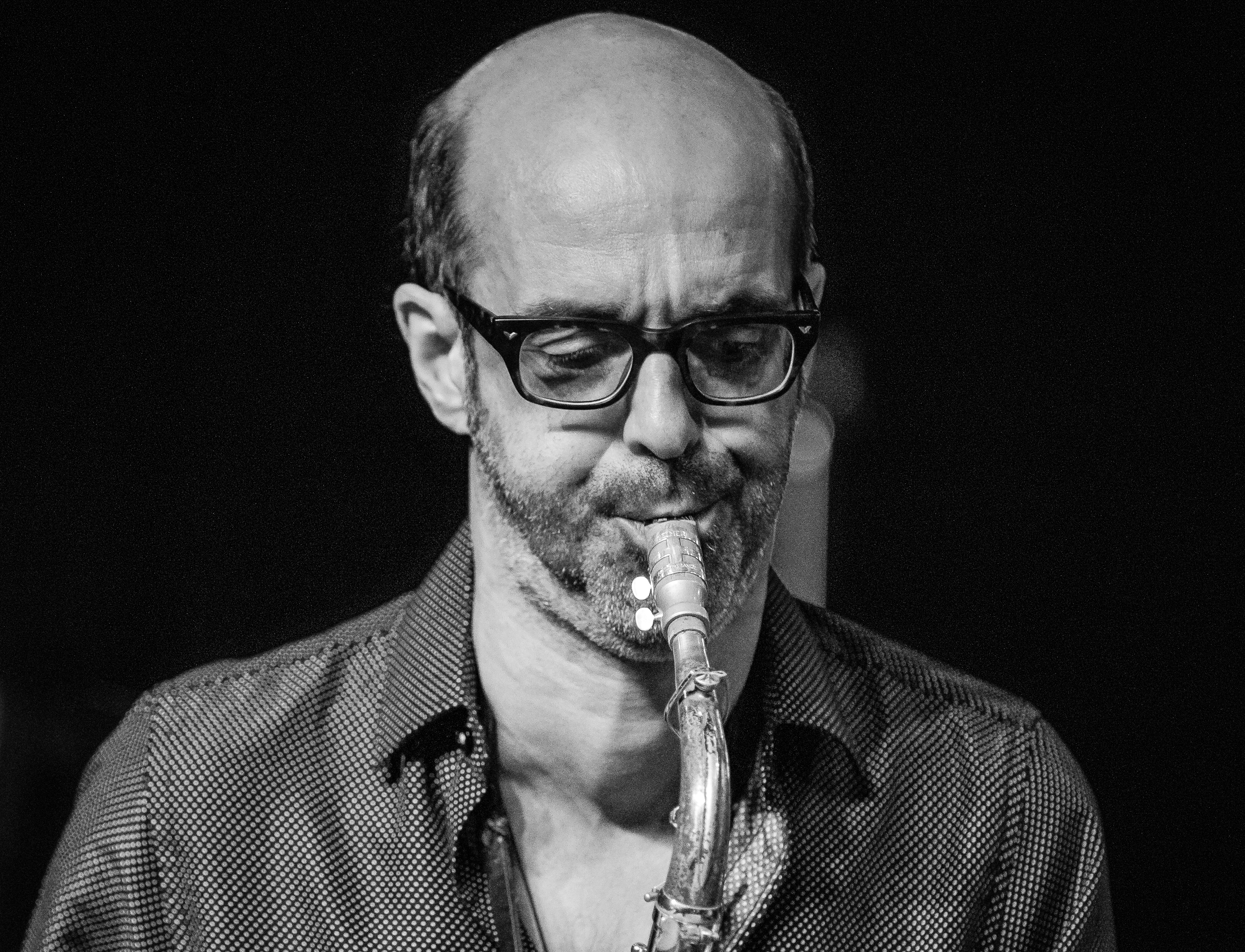
Michaël Attias auf der Bühne in Energimølla, Kongsberg 2024
Foto von Tore Sætre

Michaël Attias (* 4. August 1968 in Haifa) ist ein israelischer, in den Vereinigten Staaten lebender Jazz-Saxophonist.

## Leben und Wirken
Attias, dessen Eltern aus Marokko stammen, wuchs in Paris und Minneapolis auf und begann  unter dem Eindruck von Nat Hentoffs Jazzbuch und Ornette Colemans Album The Shape of Jazz to Come (1959), mit 15 Jahren sich  mit Jazzmusik zu beschäftigen und lernte Saxophonspiel. Er hatte in Paris Unterricht bei Alan Silva und Anfang der 1990er-Jahre an der Wesleyan University bei Anthony Braxton. Er arbeitete zu Beginn seiner Karriere  u. a. mit Anthony Braxton (dessen Piano-Quartett und Orchester er angehörte), Bruce Eisenbeil und Fred Lonberg-Holm (Joy of Being 1997). 
2004 nahm er sein Debütalbum Credo (Clean Feed Records) auf, u. a. mit Igal Foni, Chris Lightcap und Reut Regev,  Er arbeitete außerdem mit Paul Motian, Terumasa Hino und Masabumi Kikuchi (Counter Current Sony, 2007). In den 2000er-Jahren arbeitete er im Trio Renku mit John Hébert und Satoshi Takeishi (gleichnamiges Album 2005), das um Russ Lossing und Tony Malaby ergänzt wurde (Twines of Colesion, 2008), in der Improvisationsband Clinamen mit Hébert, Malaby, Matt Moran, Mark Taylor, Takeishi und Tyshawn Sorey. Michael Attias kuratierte im Barbès (Brooklyn) die Veranstaltungsreihe Night of the Ravished Limbs. Er arbeitete in dieser Zeit ferner in Gruppen von Steve Swell, Sean Conly, Ken Filiano, Ben Gerstein, Edward Ratliff und Anthony Coleman (The Abysmal Richness of the Infinite Proximity of the Same, Tzadik, 1997). Im Bereich des Jazz war er zwischen 1992 und 2013 an 54 Aufnahmesessions beteiligt. Zu hören ist er auch auf Fay Victors Album Life Is Funny That Way (2024) mit dem Herbie Nichols Sung Quintet.

## Diskographische Hinweise
- Credo (Clean Feed, 2005)
- Renku (Playscape, 2004)
- Positive Catastrophe Garabatos Volume One (Cuneiform Records 2009, mit Mark Taylor, Abraham Gomez-Delgado, Keith Witty, Jen Shyu, Tomas Fujiwara, Matt Bauder, Pete Fitzpatrick, Reut Regev, Taylor Ho Bynum)
- Spun Tree (2012, mit Ralph Alessi, Matt Mitchell, Sean Conly, Tom Rainey)
- Nerve Dance (Clean Feed, 2017)
- Échos la nuit (Out of Your Head, 2019)
- Michaël Attias & Simon Nabatov Brooklyn Mischiefs (Leo Records 2021, rec. 2014)[2]